# Nebalia daytoni
Nebalia daytoni is een kreeftachtigensoort uit de familie van de Nebaliidae. De wetenschappelijke naam van de soort is voor het eerst geldig gepubliceerd in 1996 door Vetter.